# Joe Arpaio
Joe Arpaio (Springfield, Massachusetts, 1932. június 14. –) amerikai olasz seriff. 1993. óta Maricopa megye seriffje. Onnan lett nemzetközileg ismert, hogy az Arizonai-sivatagban épített egy sátortábort, ahol a rabokat rózsaszín pólóban tartja (a pólólopások elkerülése végett), az udvaron csak láncon mozoghatnak, megtiltotta a raboknak a kávét, a cigarettát és a női magazinokat, azzal védekezett, hogy mindezt takarékossági okokból tette, 60 centből hozza ki a rabok napi ételadagját. Szerinte a liberálisokat zavarja, hogy a rendőrségi kutyák napi kosztjára ő ennél többet, 1,10 dollárt szán. Minden kutyának saját matraca és takarója van, amit a rabok tisztítanak.